# Sjeikdom Opper-Asir
Het Sjeikdom Opper-Asir (Arabisch: مشيخة عسير العليا) was een Arabische staat die werd opgericht in augustus 1916, nadat het zich had losgemaakt van het Emiraat Asir, mogelijk met hulp van Koninkrijk Hidjaz. Het werd geleid door Al-Hasan Bin Ayad.
In 1920 werd Opper-Asir geconfronteerd met Ikhwan-opstanden en werd de regering van Al-Hasan Bin Ayad bedreigd. In april tot mei 1920 kwam Abdoel Aziz al Saoed van het Emiraat Nadjd en Hasa tussenbeide ter ondersteuning van de Ikhwan en versloeg Al-Hasan Bin Ayad. Opper-Asir werd vervolgens op 30 augustus 1920 verdeeld tussen de Saoedi's en de Idrisiden.